# Красноармейский (Новосёловское сельское поселение)
Красноарме́йский — хутор в Мартыновском районе Ростовской области.
Входит в состав Новосёловского сельского поселения.

## Население
| 2010 | 2013 |
| ---- | ---- |
| 264  | ↘243 |

## Улицы
На хуторе имеется одна улица: Красноармейская.